# Киселёва, Александра Александровна
Алекса́ндра Алекса́ндровна Киселёва (род. 29 сентября 2002, Актау, Мангистауская область, Казахстан) — российская актриса,  танцовщица  и модель.
Трехкратная чемпионка мира по уличным танцам в категории Vogue (по версии Международного Фестиваля «StreetStar» 2015-2016). Единственный представитель стиля Vogue в России, которому удалось трижды победить на самом крупном Международном Фестивале по уличным стилям танцев «StreetStar», который ежегодно проводится в Стокгольме (Швеция).
Актёрская деятельность Киселёвой началась в 2015 году с короткометражного фильма Евгения Кравченко «Танец тишины», где Александра сыграла главную роль — глухонемую девочку. В 2024 году номинирована на премию «Белый слон» за «Лучшую главную женскую роль» в фильме «Жар-птица».

## Биография
Родилась 29 сентября 2002 в городе Актау (Мангистауская область, Казахстан). В 2003 её семья переехала в Москву (Россия).
Танцами Александра увлеклась в шестилетнем возрасте. Её творческий путь начался в 2008 году со школы-студии Аллы Духовой «TODES», где Александра стала солисткой.
Спустя четыре года, Александра задумалась о сольной карьере и в 2013 году решила попробовать свои силы на шоу «Большие танцы» на телеканале «Россия-1». Пройдя на кастинге все отборочные этапы, 11-летняя Александра попала в команду хореографа Анжелики Стич. Однако принять участие в телешоу «Большие танцы» она не смогла, в связи с возрастными ограничениями на проекте.
Эти события стали решающим фактором в дальнейшей карьере Александры. Киселёва уходит из «Тодеса» и начинает самостоятельно изучать разные стили танцев, занимаясь у известных хореографов России и посещая мастер-классы зарубежных танцоров. Позже, в своих интервью, Александра призналась, что поставила цель — на своём примере доказать, что у творчества нет возрастных рамок и ограничений, дети тоже могут бороться со взрослыми наравне.
С 2013 года Киселёва выступая под творческим псевдонимом Candy XLanvin завоёвывает более двух десятков побед на российских соревнованиях по Vogue и участвует в постановках московских хореографов Евгения Юшкова и Анжелики Стич.
В 2015 году Киселёва становится чемпионом в категории «Vogue Runway» на Международном фестивале по уличным танцам StreetStar в Швеции. В 2016 году на этом же фестивале получает ещё два чемпионских титула в категориях «Vogue Old Way» и «Vogue New Way». Под впечатлением от выступления Александры, шведский режиссёр Henric Hemmerlind снял фильм «Voguerra», где Киселёва играет саму себя. Танцевальный псевдоним Александры «Candy Xclusive Lanvin» (сокр. «Candy XLanvin») происходит от названия вог-дома «The House of Xclusive Lanvin», в котором она состоит. После первых побед Александры на «StreetStar», Дашон Уэсли (Dashaun Wesley Williams) - американский актёр, танцор и хореограф, известный представитель танцевального стиля Vogue, являющийся главой Нью-Йоркского вог-дома «The House of Xclusive Lanvin», предложил Александре стать членом дома и официально представлять этот дом в России и на турнирах по вогу.
В 2016 году Киселёва принимает участие в телешоу «Танцы» на ТНТ. Изначально Александру не допустили к участию в телешоу из-за правил, в соответствии с которыми, участникам проекта должно быть не менее 16 лет. Но за месяц до начала кастинга, Александра выиграла  конкурс "Удиви своим танцем" и благодаря этому попала в лагерь "PROТанцы", где Мигель отметил её профессиональный уровень и пригласил на кастинг «Танцы». Под впечатлением номера «Чёрный лебедь», исполненного 14-летней Александрой на кастинге, судьи (Кристина Кретова, Мигель, Егор Дружинин, Сергей Светлаков) единогласно приняли решение нарушить правила, в соответствии с которыми участникам должно быть не менее 16 лет и разрешить Александре продолжить участие в шоу «Танцы». Прокомментировав выступление, Мигель пояснил: «Я считаю ради таких талантливых детей стоит нарушать правила!». На проекте Киселёва попала в команду Мигеля и вошла в топ-14 лучших танцоров 3-го сезона. Многие участники проекта отметили высокие интеллектуальные способности Александры, а Егор Дружинин заметил, что по психологическому возрасту 14-летняя Киселёва гораздо старше его. Для участия в шоу «Танцы» Александра Киселёва ушла из школы и перешла на форму дистанционного обучения.
В 2016 году Александра Киселёва становится лауреатом ежегодной премии журнала Fashion Room Magazine в номинации «Танцор года».
С 2016 года в качестве модели снималась в рекламных роликах, глянцевых журналах, участвовала в подиумных показах для известных фэшн-брендов. В 2017 году принимала участие в рекламных проектах «Kenzo Parfums» и танцевальном перфомансе «Kenzo World» на презентации роликов-победителей 64-го Международного Фестиваля Креативности «Каннские львы».
В 2019 году на «Untitled Vogue Ball» состоялась церемония награждения «Overall Russian Ballroom Awards Ceremony» на которой Александра Киселёва удостоена награды в номинации «Bizarre OTY’s» - лучшие сценические образы за всю историю российского вога.
В 2021 году поступила в РАТИ-ГИТИС мастерская С.А. Голомазова на актерско-режиссерский факультет.
В 2024 году окончила Институт кино и телевидения (ГИТР), факультет журналистики.
Актёрская карьера Киселёвой началась в 2015 году с драмы режиссера Евгения Кравченко «Танец тишины», где Александра сыграла главную роль — глухонемую девочку.
Наиболее значимые кинороли Александры Киселёвой: фильм «Жар-птица» (2024), сериал «Разрешите обратиться» (2023), фильм «Чиновник» (2022), сериал «Погнали» (2020).
В 2024 году номинирована на премию «Белый слон» за «Лучшую главную женскую роль» в фильме «Жар-птица».

## Личная жизнь
У Александры есть младшая сестра Слава Киселёва, которая также снимается в кино.

## Фильмография
- 2025 — «Бисура» — Амина
- 2025 — «Монохром» — Настасья
- 2025 — «Путешествие на солнце и обратно» — Помощник депутата
- 2024 — «Жар-птица» — Саша
- 2024 — «Игры» — Марина
- 2024 — «Надо снимать фильмы о любви» — Саша
- 2024 — «Министерство Всего Хорошего» — Сотрудник МВХ
- 2024 — «Бабушка, Маша и Mashunya» — Маша
- 2024 — «Салют, Начальник 2» — София
- 2023 — «Разрешите обратиться» — Варя
- 2023 — «Блеск» — Люси
- 2023 — «Содержанки 4» — Юля
- 2022 — «Марш утренней зари» — Красивая
- 2022 — «Кабинет путешественника» — Даша
- 2022 — «Вольф» — Дочь Каина
- 2021 — «Чиновник» — Ая
- 2021 — «Хрустальный» — Катя Сказка в юности
- 2021 — «Сёстры» — Яна
- 2020 — «Склифосовский 8» — Мари
- 2019 — «Погнали» — Даша
- 2019 — «Люби их всех» — Наташа
- 2019 — «Детектив на миллион» — Надя
- 2019 — «Фемида видит» — Оля
- 2019 — «Fake News» — Аня
- 2019 — «Анютины Глазки» — Кэт
- 2018 — «Учителя» — Оксана
- 2018 — «Искупление» — Алина
- 2018 — «Глаза в глаза» — Галя
- 2017 — «Паук» — Маша
- 2016 — «Хороший мальчик» — танцовщица
- 2016 — «Voguerra» — Voguerra
- 2015 — «Танец тишины» (к/м) — глухонемая

## Телепроекты
- 2025 — «Погоня» (Телеканал «ТНТ»)
- 2025 — «Новости кино» (Телеканал «2х2»)
- 2020 — «Реакция организма» (Телеканал «Кино ТВ»)
- 2019 — «Что это значит?» (Телеканал «РБК»)
- 2019 — «Мейкаперы» (Телеканал «Пятница!»)
- 2018 — «ReMarkable Room» (Mark Cosmetics Russia)
- 2017 — «Fashion and Vogue» (Телеканал «FashionTV»)
- 2017 — «Макияж в большом городе» (Maybelline NY Russia)
- 2017 — «Дай Пять!» (Телеканал «СТС»)
- 2016 — «Танцы» (Телеканал «ТНТ»)
- 2015 — «Ты можешь больше!» (Телеканал «Матч ТВ»)
- 2013 — «Girls Only» (Телеканал «Детский»)

## Съемка в рекламе
- Яндекс Музыка (рекламный ролик), 2022;
- Vereteno (рекламный ролик "Поезд Фортуны"), 2021;
- Bang & Olufsen (видеоролик "Bang & Olufsen"), 2020;
- Maybilline NY (видеоролик "Made for all"), 2019;
- Vanushina (видеоролик "Change your mind"), 2018;
- Organic Shop (видео "Shine bright like a diamond"), 2018;
- Digital project by "KENZO" (Russia), 2017;
- RL Jewel (видеоклип для FashionTV, 2017);
- Gucci (проект Алёны Лавдовской совместно с Gucci), 2017;
- Ford Mustang (видеоролик для Rhino Motors), 2017;
- Ushatava (видеоролик "Fashion Robot"), 2017;
- Estel (рекламный ролик для т/к ТНТ, 2016);
- Nutella (рекламный ролик "Nutella. Мой позитив", 2015);
- Timberland (промоакция "Живые манекены", 2013).

## Театрально-хореографические постановки
- 2023 — «Ничего это не будет» (БДТ им. Г. А. Товстоногова)
- 2015 — «Туда незнамо куда» — Девочка из сказочного мира
- 2014 — «Я иду тебя искать» — Алиса
- 2014 — «Сон о весне священной» — Ящерица
- 2014 — «Рождение» — Новорожденный человек
- 2013 — «Шоу Королевских Дьяволов»
- 2013 — «Pirate Station Revolution» (Record Dance Radio)

## Аудиокниги
- 2020 — «Время. Ветер. Вода» (Ида Мартин) — Вита
- 2020 — «Дети Шини» (Ида Мартин) — Тоня
- 2020 — «То, что делает меня» (Ида Мартин) — от автора
- 2017 — «Девушка Online. Статус: свободна» (Зои Сагг) — Пенни Портер

## Журналистика
- 2017 - «Авторская колонка Саши Клёвой» в журнале «KIDS RUSSIA»